# Seiken Sugiura
Pour les articles homonymes, voir Sugiura (homonymie).
Seiken Sugiura (杉浦 正健, Sugiura Seiken), né le 26 juillet 1934, est un homme politique japonais. Il a été nommé Ministre de la Justice le 31 octobre 2005, lors d'un remaniement ministériel consécutif à la réélection du Premier ministre libéral Junichiro Koizumi. Au nom de ses convictions bouddhistes, il a imposé un moratoire des exécutions pendant les onze mois qu'il a passés à la tête de ce ministère, jusqu'à son remplacement, à l'occasion de la nomination du gouvernement de Shinzo Abe le 26 septembre 2006, par Jinen Nagase.
Avant d'être ministre de la Justice, Seiken Sugiura fut notamment diplomate ; il s'est notamment impliqué dans le processus de paix entre l'Inde et le Pakistan. Il a également été porte-parole du précédent gouvernement Koizumi.